# María Digna Escurra
María Digna Escurra (San Lorenzo en 1928 o 1929 -Asunción, 28 de abril de 2013) fue una nadadora paraguaya que el 25 de marzo de 1957 batió el récord mundial femenino de permanencia en el agua. Fue apodada La sirena del río Paraguay.

## Comienzos
Hija de madre catalana y padre paraguayo descendiente de vascos, vivió en San Lorenzo hasta los 16 años, donde todas las tardes solía nadar en los arroyos locales junto a su abuelo y otros familiares. Allí mismo comenzó a nadar cuando tenía solo tres años.
Ella y su familia se mudaron a Asunción cuando tenía 16 años. Practicaba por entonces jabalina, velocidad, handball, básquetbol y martillo. En el Club Deportivo de Puerto Sajonia le preguntaron si quería practicar natación. Ella dijo que sí porque amaba el agua. Parte del entrenamiento consistía en correr alrededor de la cancha de fútbol del club. Allí, los choferes de colectivo de las líneas 2 y 7 la alentaban y le compartían mates: A veces ya no podía y ellos me daban fuerzas.
Un día, mientras entrenaba en la playa, se le acercó Armando Burifaldi, el primer nadador en unir Asunción y Formosa, quien elogió sus cualidades y le sugirió que intentara unir a nado Villa Hayes con Asunción. Fue así que Burifaldi se convirtió en su entrenador y en 1952 Escurra consiguió unir ambas ciudades.
En 1954 Escurra superó el récord de su propio entrenador, tras mantenerse en el agua más de 36 horas seguidas. Luego de esto, Escurra comenzó a entrenarse con el argentino Héctor Segades, quien le preparó una pesada rutina que consistía en un entrenamiento de dos horas por la mañana, dos horas por la tarde, ejercicios físicos de fortalecimiento de brazos, 24 horas seguidas de nado en la piscina del Parque Caballero y luego de Arecutacuá hasta Asunción.

## Récord mundial
El 22 de marzo de 1957, Escurra se untó el cuerpo con aceite de ricino y lanolina, se puso mercucromo alrededor de los ojos y, a las 08:00, se lanzó al río Paraguay. Nadó durante tres días entre Concepción e Itá Enramada, alimentándose con lo que le acercaban con una piola desde del bote que acompañaba el recorrido. El 25 de marzo de 1957, tras 80 horas y 45 minutos de nado continuo, María Digna Escurra salió del agua. Fue recibida en el puerto de Asunción por una banda y un público que saludaron su hazaña.

Llegué bien a Itá Enramada y podía seguir inclusive, pero mi futuro esposo ─Hilario Ortellado─ tenía miedo de que me pasara algo, pues yo le había batido el récord a una norteamericana que nadó 80 horas ─45 minutos menos─ y la habían sacado en coma y a los 3 días falleció. Es por eso que salí, pero sin problemas físicos, durante el trayecto no podía tocar nada y comía de todo, milanesas y hasta soyo aguado.

La radio Comuneros hizo una cobertura de todo el trayecto.

## Tras el récord
Luego de su récord, María Digna Nina Escurra se dedicó a formar atletas como profesora de Educación Física.
Se casó con el capitán de Caballería Hilario Ortellado, quien era su novio desde hacía siete años. Al tiempo, sin embargo, su marido sería acusado de participar en la muerte del cadete Anastasio Benítez, quien había supuestamente descubierto un complot de oficiales para derrocar al dictador Alfredo Stroessner. Por esto, Escurra se vio forzada a criar a sus dos hijos sola.
Falleció en Asunción el 28 de abril de 2013, a los 84 años, aún poseedora del récord, en el Hospital Central de IPS.